# Loémé
Le Loémé (Loema en portugais) est un fleuve du Congo-Brazzaville qui prend sa source dans le massif du Mayombe, à proximité de la localité de Les Saras (anciennement Mbulu ou Mboulou). Il se jette dans l’océan Atlantique au sud de Pointe-Noire à proximité de la frontière avec l'Angola (Cabinda) à hauteur de Masabi (ou Massabi), village situé en Angola. On l’appelait aussi Louisa-Loema.
En langue Vili, le fleuve s'appelle Lwe:mi et se jette également dans la lagune Malonda vers Djéno Rochers.